# Campeonato Asiático de Atletismo de 2023 - Salto em distância feminino
A prova do salto em distância feminino do Campeonato Asiático de Atletismo de 2023 foi disputada no dia 14 de julho de 2023, no Estádio Nacional, em Banguecoque, na Tailândia.

## Recordes
Antes desta competição, os recordes mundiais e do campeonato nesta prova eram os seguintes:
|                       | Nome               | Nacionalidade   | Distância | Local     | Data                |
| --------------------- | ------------------ | --------------- | --------- | --------- | ------------------- |
| Recorde mundial       | Galina Chistyakova | União Soviética | 7m 52cm   | Leningrad | 11 de junho de 1988 |
| Recorde do campeonato | Guan Yingnan       | China           | 6m 83cm   | Fukuoka   | 1998                |
| Recorde asiático      | Yao Weili          | China           | 7m 01cm   | Jinan     | 4 de junho de 1993  |

Os seguintes recordes foram estabelecidos durante esta competição:
| Data        | Evento | Atleta      | Nacionalidade | Distância | Notas                 |
| ----------- | ------ | ----------- | ------------- | --------- | --------------------- |
| 14 de julho | Final  | Sumire Hata | Japão         | 6m 97cm   | Recorde do campeonato |

## Medalhistas
| Ouro              | Prata              | Bronze             |
| Sumire Hata (JPN) | Shaili Singh (IND) | Zhong Jiawei (CHN) |

## Cronograma
Todos os horários são locais (UTC+7)
| Data        | Hora  | Evento |
| ----------- | ----- | ------ |
| 14 de julho | 16:15 | Final  |

## Resultado final
A final ocorreu no dia 14 de julho às 16:15.
| Posição           | Atleta                 | Nacionalidade | #1   | #2   | #3   | #4   | #5   | #6   | Resultados | Notas           |
| ----------------- | ---------------------- | ------------- | ---- | ---- | ---- | ---- | ---- | ---- | ---------- | --------------- |
| Medalha de ouro   | Sumire Hata            | Japão         | 6.36 | x    | 6.52 | 6.74 | 6.59 | 6.97 | 6.97       | ,               |
| Medalha de prata  | Shaili Singh           | Índia         | 6.54 | 6.22 | 6.22 | 6.28 | 6.09 | 6.02 | 6.54       |                 |
| Medalha de bronze | Zhong Jiawei           | China         | x    | 6.15 | x    | 6.23 | 6.46 | x    | 6.46       | =               |
| 4                 | Ancy Sojan             | Índia         | 6.18 | 6.41 | x    | 6.25 | 5.97 | 6.24 | 6.41       |                 |
| 5                 | Ayaka Kōra             | Japão         | 6.15 | 6.32 | x    | 6.02 | 6.16 | 6.05 | 6.32       |                 |
| 6                 | Darya Reznichenko      | Uzbequistão   | 6.04 | 6.24 | 6.17 | 5.81 | 5.99 | 6.05 | 6.24       |                 |
| 7                 | Yue Nga Yan            | Hong Kong     | 6.15 | x    | 6.10 | x    | x    | 6.23 | 6.23       | Recorde pessoal |
| 8                 | Bùi Thị Thu Thảo       | Vietname      | x    | 6.22 | x    | x    | x    | x    | 6.22       |                 |
| 9                 | Maria Natalia Londa    | Indonésia     | 5.97 | x    | 5.75 |      |      |      | 5.97       |                 |
| 10                | Lakshika Sarangi Silva | Sri Lanka     | x    | 5.97 | x    |      |      |      | 5.97       |                 |
| 11                | Supawat Choothong      | Tailândia     | 5.86 | x    | 5.31 |      |      |      | 5.86       |                 |
| 12                | Anastasiya Rypakova    | Cazaquistão   | 5.42 | 5.35 | 5.74 |      |      |      | 5.74       |                 |
| 13                | Lin Tzu-chi            | Taipé Chinesa | 5.39 | x    | 5.73 |      |      |      | 5.73       |                 |
| 14                | Sabina Batadzhiyeva    | Quirguistão   | x    | 5.40 | 4.72 |      |      |      | 5.40       |                 |
| 15                | Saina Khoshimova       | Uzbequistão   | x    | 5.04 | 2.99 |      |      |      | 5.04       |                 |
| 16                | Iman Sou               | Macau         | 5.04 | x    | x    |      |      |      | 5.04       |                 |
| 17                | Yara Al-Kateeb         | Jordânia      | 4.39 | 4.78 | 4.86 |      |      |      | 4.86       | Recorde pessoal |
| 18                | Pok Pisey              | Camboja       | 3.87 | 4.20 | 4.07 |      |      |      | 4.20       | Recorde pessoal |

Legenda
| Recorde mundial       | Recorde mundial (World record)               |                       | Recorde africano                      | Recorde africano (African) |                                           | Q | Classificado por posição (Qualified) |
| Recorde do campeonato | Recorde do campeonato (Championship record)  | Recorde da América    | Recorde da América (Americas)         | q                          | Classificado por melhor tempo (Qualified) |   |                                      |
| Melhor marca do ano   | Melhor marca do ano (World leading)          | Recorde asiático      | Recorde asiático (Asian)              | DNS                        | Não largou (Did not start)                |   |                                      |
| Recorde nacional      | Recorde nacional (National record)           | Recorde europeu       | Recorde europeu (European)            | DNF                        | Não terminou (Did not finish)             |   |                                      |
| Recorde pessoal       | Recorde pessoal do atleta (Personal best)    | Recorde da Oceania    | Recorde da Oceania (Oceania)          | DSQ / DQ                   | Desclassificado (Disqualified)            |   |                                      |
| Recorde da temporada  | Recorde da temporada do atleta (Season best) | Recorde sul-americano | Recorde sul-americano (South America) | NM                         | Sem marca (No mark)                       |   |                                      |